# Тёрнер, Брюс
Брюс Александер Тёрнер (англ. Bruce Alexander Turner, 5 августа 1930, Палмерстон-Норт, Новая Зеландия — 30 марта 2010, там же) — новозеландский крикетист, хоккеист (хоккей на траве), полузащитник.

## Биография
Брюс Тёрнер родился 5 августа 1930 года в новозеландском городе Палмерстон-Норт.
Играл в хоккей на траве и крикет за Манавату. Провёл 15 первоклассных крикетных матчей. В 1950—1962 годах выступал за сборную Новой Зеландии по хоккею на траве.
В 1956 году вошёл в состав сборной Новой Зеландии по хоккею на траве на Олимпийских играх в Мельбурне, занявшей 6-е место. Играл на позиции полузащитника, провёл 1 матч, мячей не забивал.
В 1960 году вошёл в состав сборной Новой Зеландии по хоккею на траве на Олимпийских играх в Риме, занявшей 5-е место. Играл на позиции полузащитника, провёл 8 матчей, забил 2 мяча в ворота сборной Дании.
В 1976 году был одним из селекционеров сборной Новой Зеландии по хоккею на траве, которая выиграла золотую медаль на летних Олимпийских играх в Монреале.
Умер 30 марта 2010 года в Палмерстон-Норт.